# Советский (Тимашёвский район)
Сове́тский — посёлок в Тимашёвском районе Краснодарского края России. Административный центр Поселкового сельского поселения.

## География
Посёлок находится на расстоянии 14 км к юго-западу от города Тимашёвск, административного центра района, и 55 км к северо-западу от города Краснодар, административного центра края.

## Население
| 2002 | 2010  |
| ---- | ----- |
| 1948 | ↘1931 |

## Улицы
| - ул. 70 лет Октября, - ул. Братская, - ул. Вольная, - ул. Дзержинского, - ул. Дружбы, - ул. Заводская, | - ул. Заречная, - пер. Казачий, - ул. Кирова, - ул. Комсомольская, - ул. Космонавтов, - ул. Кубанская, | - ул. Ленина, - пер. Маяковского, - ул. Молодёжная, - ул. Новая, - ул. Промышленная, - ул. Российская, | - пер. Садовый, - пер. Светлый, - ул. Северная, - пер. Сосновый, - ул. Спокойная, - ул. Школьная. |

## Транспорт
На южной окраине посёлка находится железнодорожная платформа 104 км на линии Тимашёвск — Крымск. Вдоль северо-западной окраины проходит автодорога Тимашёвск — Славянск-на-Кубани (с другой стороны дороги расположен посёлок Комсомольский).